# Liste des autoroutes de la Suisse

Réseau autoroutier suisse, autoroutes et semi-autoroutes (2009)

Panneau signalétique des autoroutes suisses

Ce réseau d'autoroutes participe aux réseaux autoroutiers européens.

## Histoire
- 1955 : ouverture de la première autoroute Lucerne-Sud - Horw, qui appartient maintenant à l'A2.
- 1960 : le parlement fédéral décide la construction d'un réseau de routes nationales (autoroutes et semi-autoroutes)
- 1963 : ouverture du premier grand tronçon Lausanne-Genève
- 1985 : introduction de la vignette autoroutière, obligatoire pour l’utilisation des autoroutes et semi-autoroutes suisses[1]
- 1996 : le préfixe de numérotation N (route nationale) est remplacé par A (autoroute)
- 2003 : début de la numérotation des sorties
- 2024 (31 décembre) : l'Office fédéral des routes désactive les installations FM des tunnels autoroutiers. Les véhicules mis en circulation étant depuis plusieurs années équipés de série avec la réception numérique (DAB+ ou IP) pour les autoradios[2].

Le tronçon de l'autoroute A13 qui traverse le village de Roveredo dans les Grisons sera détruit. Il a été construit en 1969. Un nouveau tronçon comprenant un tunnel est en construction, qui devrait permettre au trafic de contourner Roveredo dès 2016. Le centre de ce village sera alors réhabilité. C'est la première fois en Suisse qu'un tronçon de route nationale va être démoli.
Certaines portions d'autoroutes ont été conçues dès leur construction pour servir également de piste d’atterrissage aux avions militaires.

## Définition légale et réglementation
En Suisse, « les autoroutes et semi-autoroutes sont des routes qui sont réservées à la circulation automobile et signalées comme telles (article 45, alinéa 1, de l’O du 5 septembre 1979 sur la signalisation routière). Les autoroutes ont des chaussées séparées pour chacune des deux directions et sont exemptes de croisées à niveau. ».
Les semi-autoroutes sont donc les routes qui ne correspondent pas à la définition des autoroutes, connues par ailleurs sous le nom de voies rapides.

### Accès
Seuls les véhicules automobiles avec lesquels il est possible et permis de rouler à 80 km/h emprunteront les autoroutes et semi-autoroutes. Cette règle ne s’applique pas aux véhicules servant à l’entretien de la route ainsi qu’aux véhicules spéciaux et aux transports exceptionnels. La circulation des tracteurs, des véhicules à chenilles, des véhicules équipés de pneus à clous et des motocycles d’une cylindrée jusqu’à 50 cm3 est interdite sur les autoroutes et semi-autoroutes.

### Règles de vitesse
La vitesse maximale générale des véhicules peut atteindre, lorsque les conditions de la route, de la circulation et de visibilité sont favorables :
- 100 km/h sur les semi-autoroutes ;
- 120 km/h sur les autoroutes.

La limitation générale de vitesse à 120 km/h est valable à partir du signal « Autoroute » (4.01) et se termine au signal « Fin de l’autoroute » (4.02), sauf lorsque des limites spécifiques sont indiquées.
La vitesse est limitée, sur les autoroutes et semi-autoroutes, à 100 km/h : 
- pour les autocars, à l’exception des bus à plate-forme pivotante ainsi que des bus publics en trafic de ligne concessionnaire avec places debout autorisées ;
- pour les voitures d’habitation lourdes.

### Autres règles d'utilisation
La berne centrale des autoroutes ne doit pas être franchie, même aux emplacements aménagés comme passages. 
Le conducteur n’utilisera la bande d’arrêt d’urgence et les places d’arrêt prévues pour les véhicules en panne et signalées comme telles qu’en cas de nécessité absolue; dans les autres cas, il s’arrêtera uniquement sur les emplacements de parcage indiqués par des signaux. Les occupants du véhicule ne s’engageront pas sur la chaussée.
Sur les autoroutes ayant au moins trois voies dans le même sens, la voie extérieure de gauche ne peut être utilisée que par les véhicules avec lesquels il est permis de rouler à plus de 80 km/h.

## Densité

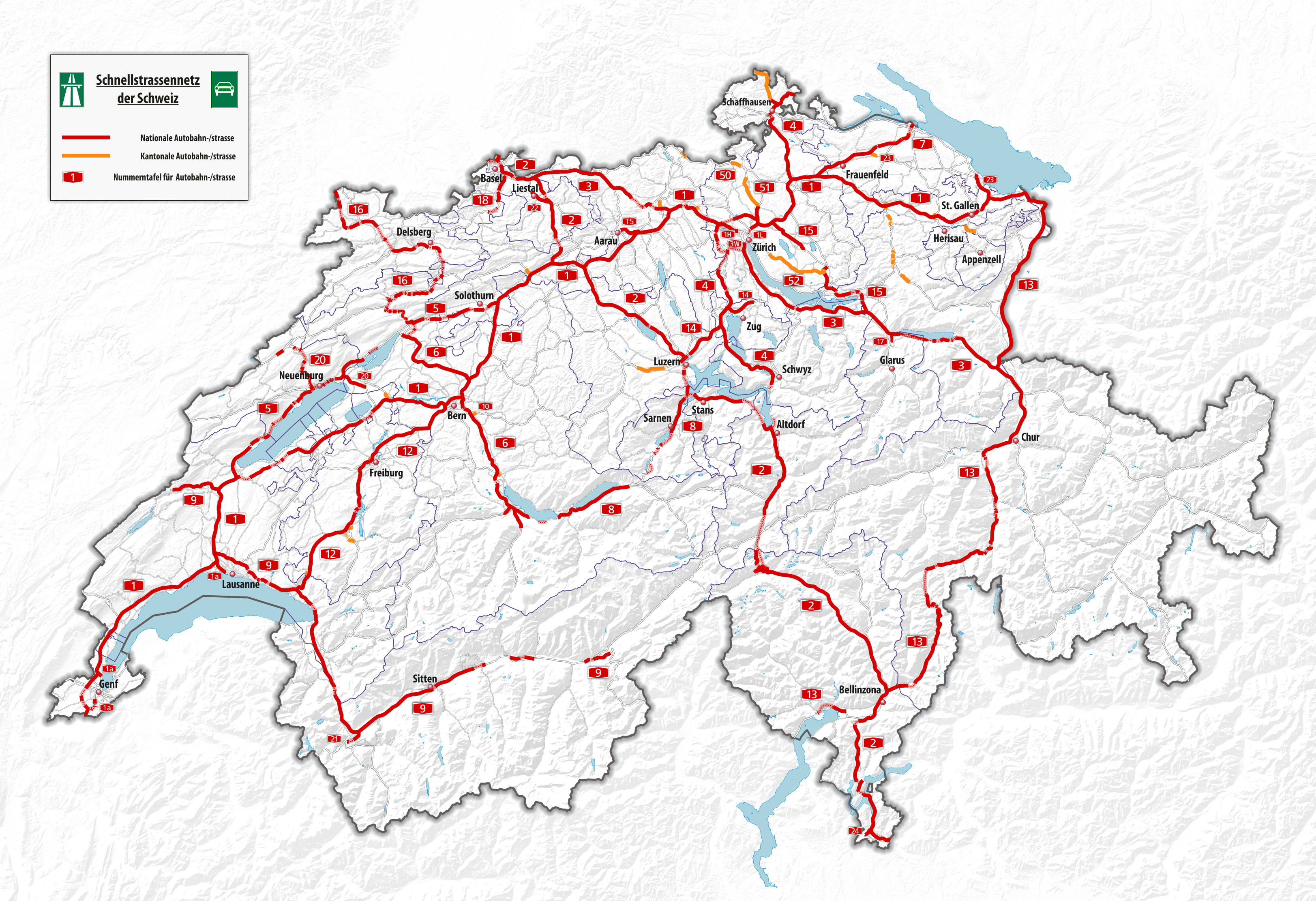
Carte du réseau suisse d'autoroutes (état 2020)

Le réseau d'autoroutes suisse a une longueur totale de (en avril 2012) de 1 763,6 km, sur un total prévu de 1 893,5 km, et cela pour une superficie de 41,290 km2, c'est ainsi l'une des densités autoroutières les plus élevées au monde avec de nombreux tunnels. Il existe 200 tunnels formant une longueur totale de 220 km.
Le réseau d'autoroutes suisse n'est pas encore complet ; la priorité a été donnée aux routes les plus importantes, spécialement les axes nord-sud et est-ouest.
Les autoroutes suisses ont une bande d'arrêt d'urgence sauf dans les tunnels. Certains tronçons nouvellement construits, comme la seule section traversant la région du Jura dans le nord-ouest de la Suisse, n'ont que des baies d'urgence.

## Vignette de péage

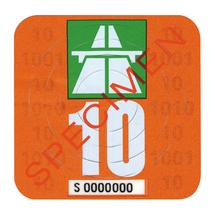
Vignette autoroutière pour l'utilisation des autoroutes suisses pour 2010 (1 décembre 2009 - 31 janvier 2011).

Le système d'autoroutes suisse nécessite l'achat d'une vignette — qui coûte 40 francs suisses — par année calendaire pour avoir le droit d'utiliser ces routes, pour les voitures particulières, les motos, les remorques et camions du moment qu'ils n'excèdent pas un poids total de 3,5 tonnes où s'ils sont soumis à la redevance de trafic de poids lourds (RPLP). Les camions doivent aussi payer une taxe basée sur le poids du véhicule, sa catégorie d'émission et la distance parcourue.

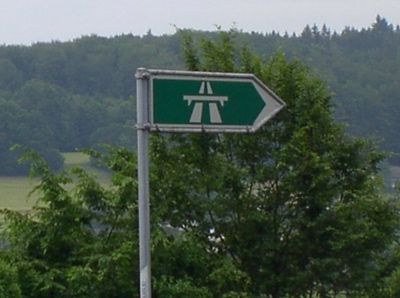
Un panneau indiquant une autoroute.

Les cantons ont abandonné à la Confédération le droit de lever des routes et des ponts à péage, et le seul moyen de financer le système routier est partiellement la vignette, la taxe sur les véhicules à moteur enregistrés et principalement la taxe fédérale assise sur chaque litre de carburant.
Les péages pour utilisation de routes, tunnels et ponts particuliers ne peuvent pas être levés d'après la constitution suisse et pour cette raison, même les ouvrages d'art les plus coûteux comme le tunnel routier du Saint-Gothard sont financés par le système entier. Les seules exceptions sont les tunnels du Munt La Schera et du Grand-Saint-Bernard, les navettes ferroviaires transportant des véhicules routiers et les routes d'alpage privées.

### Historique
Le 26 février 1984, le peuple suisse accepte à 53% le principe d’une redevance sur l’utilisation des autoroutes nationales, sous la forme d’une vignette annuelle. Cette vignette, prévue à l'origine pour 10 ans, entre officiellement en vigueur le 1er janvier 1985 et son prix s’élève alors à 30 francs.
Au terme des 10 ans, le Conseil fédéral exprime son désir de pérenniser cette taxe, et lance une votation. Le 20 février 1994, les Suisses acceptent cette prorogation à 68,5%. La nouvelle loi entre en vigueur le 1er janvier 1995 et le prix de la vignette est fixé à 40 francs.
En 2013, le parlement approuve le projet de la vignette à 100 francs. Le 24 novembre de cette même année, le peuple suisse refuse à 60,5% cette augmentation.
Dès le 1er août 2023, la vignette électronique est disponible en parallèle avec sa version autocollante (même prix et même période de validité) sur le site officiel: www.e-vignette.ch

## Liste

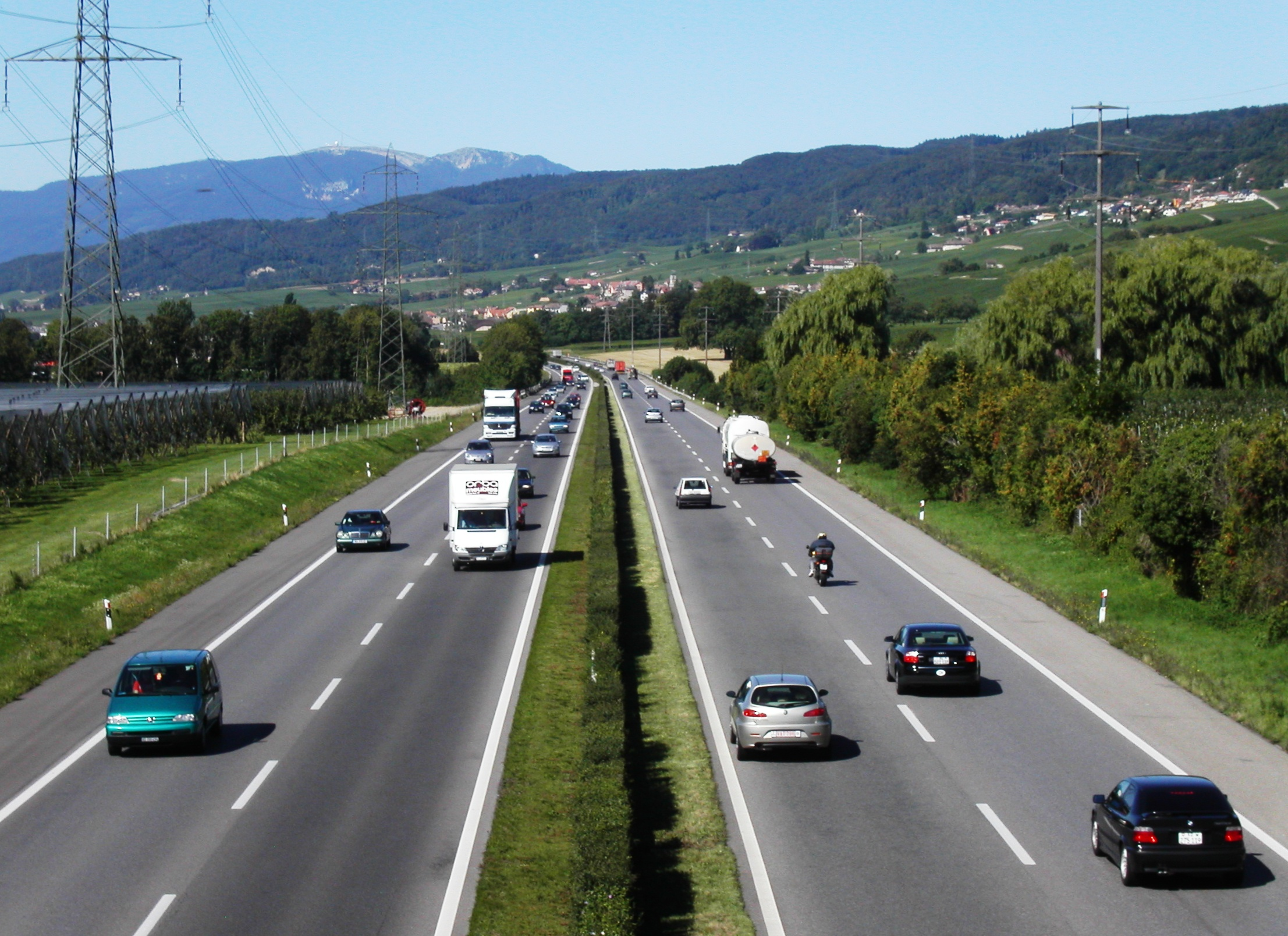
Autoroute A1 à Féchy

En gras : liaison avec un tronçon commun à une autre autoroute
En italique : tronçons pas encore ou partiellement construits
Sur les autoroutes en Suisse la vitesse maximale est de 120 km/h.
- (-A13-) Sankt Margrethen - Saint-Gall - Winterthour - Zurich - Oftringen (-A2-) Härkingen - Schönbühl (-A6-) Berne-Wankdorf - Berne - Payerne - Yverdon-les-Bains (-A5-) Chavornay (-A9-) Villars-Sainte-Croix - Lausanne - Genève - Frontière française de Bardonnex(Autoroute A41 (France)
  -  (-A1-) Perly - Genève-La Praille - Genève-Centre
- Frontière allemande vers Weil am Rhein(Bundesautobahn 5) - Bâle (-A3-) -Augst-Härkingen (-A1-) Oftringen  -Lucerne - Altdorf - Saint-Gothard (tunnel et col) - Bellinzone (-A13-) Lugano - Chiasso - Frontière italienne (A9)
- Frontière française (Autoroute A35 (France)vers Saint-Louis - Bâle puis tronçon commun avec l'A2 jusqu'à Augst - Augst - Brugg - Lenzburg puis tronçon commun avec l'A1 jusqu'à Dietikon- Birmensdorf / Zurich - Pfäffikon - Sargans -(-A13-)
- Frontière allemande - Bargen - Schaffhouse - Winterthour - (-A1-) -Zurich - (-A3-) -Wettswil am Albis- Knonau-(-A14-) - Cham - Brunnen - Altdorf(-A2-) 
  - (-A4-) Rumentikon - Baar - Sihlbrugg
- (-A1-) Luterbach - Soleure - Bienne - La Neuveville - Neuchâtel - Auvernier - Yverdon (-A1-) 
  - Le tronçon Bienne - La Neuveville est réalisé sous la forme d'une route sans croisement
- (-A5-)Bienne - Lyss - Schönbühl (-A1-) Berne-Wankdorf - Thoune - Wimmis
- Frontière allemande - Kreuzlingen - Frauenfeld - Winterthour
- Hergiswil - Sarnen - Sachseln - Brünig - Brienzwiler - Interlaken - Spiez
- Frontière française(N57) - Vallorbe - Chavornay (-A1-) Villars-Sainte-Croix - Vevey - Sion - Sierre - Brigue - col du Simplon - Gondo - Frontière italienne (Autoroute du Rhône)
- Muri bei Bern - Rüfenacht
- (-A1-)Berne - Fribourg - Bulle - Vevey-(-A9-)
- (-A1-) Sankt Margrethen - Sargans - Coire - Thusis - San Bernardino - Bellinzone (-A2-) Gordola - Locarno - Vers frontière italienne à Brissago
- Lucerne - Cham
- Wangen-Brüttisellen - Reichenburg (autoroute de l'Oberland zurichois)
- Frontière française vers Delle - Boncourt - Porrentruy - Delémont - Moutier - Tavannes - Bienne (Transjurane)
- Bâle - Reinach BL
- Brigue-Glis - Naters (contournement de Brigue)
- Neuchâtel - tunnel de la Vue des Alpes - La Chaux-de-Fonds
- Martigny-Grand-Saint-Bernard
- (-A1-) Rorschach - Arbon
- Rheinsfelden - Glattfelden (contournement de Glattfelden)
- Bülach - Zurich-Nord
- Zumikon - Hinwil (Forchstrasse)

## Liste des autoroutes

### Autoroutes nationales
| Dénomination | Dénomination   | Liaison                                                                                          | Itinéraire | Liaison        | Longueur | État                                                                              |
| Autoroute    | Embranchement  | Liaison                                                                                          | Itinéraire | Liaison        | Longueur | État                                                                              |
| ------------ | -------------- | ------------------------------------------------------------------------------------------------ | --- | -------------- | -------- | --------------------------------------------------------------------------------- |
|              | -              | A 41 E 21 E 25 E 62                                                                              | (frontière F) Bardonnex – échangeur Perly – Genève aéroport – échangeur Le Vengeron – échangeur Écublens – Lausanne – échangeur Villars-Sainte-Croix – échangeur Essert-Pittet – échangeur Yverdon-les-Bains – échangeur Weiermannshaus – Berne – échangeur Wankdorf – échangeur Schönbühl – échangeur Luterbach – échangeur Härkingen – échangeur Wiggertal – échangeur de Birrfeld – échangeur Limmattal – échangeur Zurich Nord – échangeur Zurich-Est – échangeur Brüttisellen – Winterthour Nord – Winterthour-Est – Saint-Gall – échangeur Meggenhus – St. Margrethen (frontière A) | E43            | ~ 410 km | terminé                                                                           |
|              | -              | Perly – Lancy Sud                                                                                | - | terminé        | ~ 410 km |                                                                                   |
|              | -              | échangeur Le Vengeron – Genève Lac/Route de Meyrin                                               | - | terminé        | ~ 410 km |                                                                                   |
|              | -              | Écublens – Lausanne Maladière                                                                    | - | terminé        | ~ 410 km |                                                                                   |
|              | -              | échangeur Limmattal – Zurich Hardturm                                                            | - | terminé        | ~ 410 km |                                                                                   |
|              | -              | Zurich-Est – Zurich Letten                                                                       | - | terminé        | ~ 410 km |                                                                                   |
|              | -              | Meggenhus – Egnach                                                                               | - | terminé        | ~ 410 km |                                                                                   |
|              |                |                                                                                                  | Kleinhüningen (frontière D) – Bâle Nord – Bâle St. Jakob/Hagnau – Augst – Rotsee/Emmen Süd – Lucerne – Hergiswil NW – Stans – Seelisbergtunnel – Altdorf UR – Göschenen | -              | ~ 295 km | terminé                                                                           |
|              |                | Airolo – Bellinzone-Nord – Lugano – Chiasso (frontière I)                                        | | terminé        | ~ 295 km |                                                                                   |
|              |                | A 35                                                                                             | Bâle Kannenfeld (frontière F) – Bâle Nord – échangeur Bâle St. Jakob/Hagnau – Augst – Brugg – Birrfeld – Verzweigung Limmattal – Birmensdorf – Zurich West – Uetlibergtunnel – Zurich Süd – Pfäffikon SZ – Reichenburg – Sargans – Sarganserland |                | ~ 180 km | terminé                                                                           |
|              |                | Zurich Süd – Zurich Wiedikon                                                                     | - | terminé        | ~ 180 km |                                                                                   |
|              |                |                                                                                                  | Schaffhausen – Winterthur Nord – Zurich-Est – Zurich Nord – échangeur Limmattal – Birmensdorf – Zurich West – Knonau – Blegi – Cham – Rütihof/Holzhäusern – Brunnen Nord | -              | ~ 65 km  | terminé                                                                           |
|              |                | Blegi – Baar/Blickensdorf                                                                        | - | terminé        | ~ 65 km  |                                                                                   |
|              |                |                                                                                                  | Luterbach – Solothurn – Bienne-Est/Bözingenfeld | -              | ~ 100 km | terminé                                                                           |
|              |                | Bienne-Est/Bözingenfeld – Bienne West                                                            | - | terminé        | ~ 100 km |                                                                                   |
|              |                | Bienne Ouest – Douanne                                                                           | - | en travaux     | ~ 100 km |                                                                                   |
|              |                | Le Landeron – Neuchâtel Vauseyon – Areuse – Bevaix – Vaumarcus                                   | - | terminé        | ~ 100 km |                                                                                   |
|              |                | Grandson – Yverdon-les-Bains Sud                                                                 | - | terminé        | ~ 100 km |                                                                                   |
|              |                |                                                                                                  | Lyss – Berne – Thun – échangeur Lattigen – Wimmis | -              | ~ 87 km  | terminé                                                                           |
|              |                |                                                                                                  | Kreuzlingen (frontière D) – Grüneck – Frauenfeld – Attikon – Winterthour-Est | -              | ~ 35 km  | terminé                                                                           |
|              |                | semi-autoroute                                                                                   | Spiez – échangeur Lattigen |                | ~ 46 km  | terminé                                                                           |
|              |                | semi-autoroute /                                                                                 | Orbe – échangeur Essert-Pittet – échangeur Villars-Sainte-Croix – Lausanne – échangeur La Veyre/Vevey – Martigny – Sion – Sierre Est | -              | ~ 230 km | terminé                                                                           |
|              |                | Sierre Est – Loèche                                                                              | - | en travaux     | ~ 230 km |                                                                                   |
|              |                | Loèche – Gampel/Steg                                                                             | - | terminé        | ~ 230 km |                                                                                   |
|              |                | Gampel/Steg – Visp (sud)                                                                         | - | en travaux     | ~ 230 km |                                                                                   |
|              |                | Visp (sud) – Brigue-Glis                                                                         | semi-autoroute 9s (Simplon) | terminé        | ~ 230 km |                                                                                   |
|              |                | /                                                                                                | Vevey (échangeur La Veyre) – Bulle – Fribourg – Berne (échangeur Weyermannshaus) | E25            | ~ 80 km  | terminé                                                                           |
|              |                | /                                                                                                | St. Margrethen (frontière D) – échangeur Sarganserland – Coire – Reichenau | semi-autoroute | 198,9 km | St. Margrethen (frontière) – Sargans – Coire – Thusis – San Bernardino – Castione |
|              | semi-autoroute | (Soazza, sans jonction) – Lostallo – Roveredo (semi-autoroute de contournement)                  | semi-autoroute | terminé        | 198,9 km |                                                                                   |
|              | semi-autoroute | Restoroute Campagnola – Bellinzone-Nord                                                          | E35 · E43 | terminé        | 198,9 km |                                                                                   |
|              |                | /                                                                                                | Emmen Süd (échangeur Rotsee) – (échangeur Rütihof) Rotkreuz | /              | ~ 20 km  | terminé                                                                           |
|              |                |                                                                                                  | Échangeur Wangen-Brüttisellen – Volketswil – Uster-Est |                |          | terminé                                                                           |
|              |                | Uster-Est – Wetzikon-Ouest – échangeur-rond-point Hinwil                                         | |                | planifié |                                                                                   |
|              |                | échangeur-rond-point Hinwil – Rüti – Eschenbach SG – Schmerikon – Tuggen – échangeur Reichenburg | |                | terminé  |                                                                                   |
|              |                | N 19/                                                                                            | Boncourt (frontière F) – Delémont – Moutier – Court – Tavannes – Bienne – échangeur Bözingenfeld |                | ~ 84 km  | terminé                                                                           |

### Autoroutes cantonales
| Dénomination | Dénomination | Nom                                | Liaison        | Itinéraire                                                    | Liaison | Longueur | État       |
| Canton       | Numéro       | Nom                                | Liaison        | Itinéraire                                                    | Liaison | Longueur | État       |
| ------------ | ------------ | ---------------------------------- | -------------- | ------------------------------------------------------------- | ------- | -------- | ---------- |
| Argovie      | –            | Connexion A3 – frontière allemande | /              | échangeur Rheinfelden – Rheinfelden-West – Rheinfelder Brücke |         | 0,5 km   | terminé    |
| Fribourg     |              | -                                  | semi-autoroute | Ins BE – Morat                                                |         |          | Différé    |
| Thurgovie    |              | -                                  |                | échangeur Grüneck – Eschikofen                                |         | 2,5 km   | terminé    |
| Neuchâtel    |              | Autoroute A20 (anciennement H20)   |                | Neuchâtel – La Chaux-de-Fonds                                 |         |          | terminé    |
| Neuchâtel    |              | Autoroute A20                      |                | La Chaux-de-Fonds-Ouest – Le Locle-Est                        |         |          | en travaux |
| Zurich       |              | Unterlandautobahn                  |                | Glattfelden – Bad Zurzach – Koblenz                           | /       | -        | Planifié   |
| Zurich       |              | Flughafenautobahn                  |                | Glattfelden – Bülach Nord                                     |         |          | Planifié   |
| Zurich       |              | Glattalautobahn                    |                | Kloten Nord – Bassersdorf – Verzweigung Brüttisellen          | /       |          | Planifié   |

### Anciennes autoroutes cantonales
| Dénomination  | Dénomination | Nom                         | Liaison | Itinéraire                                                            | Liaison | Longueur | État    |
| Canton        | Numéro       | Nom                         | Liaison | Itinéraire                                                            | Liaison | Longueur | État    |
| ------------- | ------------ | --------------------------- | ------- | --------------------------------------------------------------------- | ------- | -------- | ------- |
| Genève        |              | Voie centrale               |         | Lancy-Sud – La Praille/Carrefour de l’Étoile                          | -       |          | terminé |
| Zoug          |              | -                           | -       | Baar/Blickensdorf – Walterswil/Sihlbrugg                              | -       |          | terminé |
| Argovie       | T5           | Autobahn T5, Aaretalstrasse | /       | Rohr AG – Buchs AG – Hunzenschwil                                     |         | -        | terminé |
| Berne         |              | -                           |         | Lyss Nord – Verzweigung Schönbühl                                     | /       |          | terminé |
| Berne         |              | Autobahnzubringer           | /       | Muri bei Bern – Rüfenacht                                             |         | 2 km     | terminé |
| Berne         |              | -                           |         | Thielle – Champion – Ins BE                                           |         |          | terminé |
| Bâle-Campagne |              |                             | /       | Verzweigung Hagnau – Muttenz – Münchenstein – Reinach BL – Aesch BL   |         | 9 km     | terminé |
| Valais        |              | Contournement de Martigny   | /       | échangeur Col du Grand-Saint-Bernard – Martigny-Expo – Martigny-Croix | ()      |          | terminé |
| Bâle-Campagne |              | -                           | /       | Augst – Liestal – Sissach                                             |         | 13.5 km  | terminé |
| Zurich        |              | Umfahrung Glattfelden       |         | Zweidlen/Rheinsfelden ZH – Glattfelden                                |         | 3.7 km   | terminé |
| Zurich        |              | Flughafenautobahn           |         | Bülach Nord – Kloten Nord – Flughafen – Verzweigung Zurich Nord       |         | 25 km    | terminé |
| Zurich        |              | Forchautobahn               |         | Zurich – Forch – Hinwiler Autobahnkreisel                             | /       |          | terminé |